# هوانغ ياو
هوانغ ياو (بالصينية: 黄尧) هو خطاط ورسام صيني، ولد في 1917، وتوفي في 1987.